# Cristalândia do Piauí
Cristalândia do Piauí este un oraș în Piauí (PI), Brazilia.